# Rattachement de Lyon à la France
Lyon, ancienne capitale des Gaules, siège primatial de nombreux diocèses du royaume de France et l'une des principales villes de la France actuelle n'a, pendant longtemps, pas fait partie du royaume de France, mais faisait partie du Saint Empire. C'est seulement à la fin du Moyen Âge que Lyon entre véritablement dans le royaume capétien. Le passage est progressif mais l'on retient généralement la date du 10 avril 1312 comme le rattachement officiel de Lyon au royaume de France par le traité de Vienne par lequel l'archevêque de Lyon Pierre de Savoie abandonne au roi Philippe le Bel la souveraineté de la ville et du comté de Lyon.

## Lyon au Moyen Âge

### Lyon dans la Francie médiane puis l'Empire
Lors de la division de l'empire carolingien au traité de Verdun en 843, Lyon est rattaché à la Francie médiane de Lothaire et se retrouve séparé de la Francie occidentale de Charles le Chauve qui deviendra le royaume de France. La ville passe ensuite lors de la division du royaume de Lothaire dans le royaume de Bourgogne de Charles de Provence. À la mort du dernier roi de Bourgogne en 1032, le royaume passe à l'empereur Conrad II qui l'intègre au Saint-Empire romain germanique.
La cité et son comté se trouvent aux confins de l'Empire, à la frontière avec le royaume de France, très loin de l'empereur qui n'aura jamais un réel pouvoir sur la ville. L'autorité de l'empereur sur le royaume de Bourgogne reste très largement théorique du fait de l'éloignement de la cour impériale et du peu d'intérêt de l'empereur, occupé par des guerres lointaines et son conflit avec la papauté, pour cette région. De fait, les pouvoirs locaux vont récupérer dans le cadre du système féodal l'essentiel du pouvoir. C'est également ce qu'il se passe du côté français, le domaine royal étant bien trop éloigné pour que le roi de France ait une influence sur les seigneuries voisines relevant du royaume de France.

### L'émergence des pouvoirs locaux
En l'absence de seigneur laïc concurrent assez puissant, c'est l'archevêque de Lyon qui récupère seul l'essentiel du pouvoir temporel sur Lyon et ses campagnes, formant le comté de Lyon, dès le Xe siècle lors de l'effondrement de l'empire carolingien. Se forme donc autour de Lyon une principauté ecclésiastique autonome dont l'archevêque est le seigneur, entourée de principautés laïques tout aussi autonomes avec à l'est le comté de Savoie, au sud le Dauphiné, tous deux faisant également partie du Saint-Empire, à l'ouest le comté de Forez et au nord la seigneurie de Beaujeu qui font partie du royaume de France. Tout au long des XIe et XIIe siècles, l'archevêque de Lyon se trouve en conflit avec les comtes de Forez qui se prétendent aussi comtes de Lyon,.
En 1157, l'empereur Frédéric Barberousse accorde à l'archevêque Héracle de Montboissier une bulle d'or lui accordant la souveraineté totale sur le Lyonnais, en s'exonérant des revendications des seigneurs locaux, en particulier du comte de Forez. Par ailleurs, le texte de la bulle d'or permet aussi à l'archevêque de Lyon de s'émanciper du chapitre des chanoines de la cathédrale, qui est particulièrement puissant à Lyon. En effet, le texte de la Bulle ne mentionne pas le chapitre aux côtés de l'archevêque, alors que la bulle octroyée à l'archevêque de Vienne trois semaines plus tôt mentionne le chapitre de Saint-Maurice aux côtés d'Étienne II. Par cet oubli volontaire, Frédéric Barberousse prive le chapitre lyonnais de rôle politique. Cela fonde et renforce la légitimité du pouvoir de l'archevêque, même si celui-ci possède déjà, de fait, un tel pouvoir.

## Les influences extérieures et l'approche capétienne

Carte de la France à la fin du XIIe siècle.

Après en avoir terminé avec les comtes de Forez grâce à la permutatio de 1173, Lyon est confronté au cours du XIIIe à de nombreuses influences extérieures venant du comté de Savoie, de la papauté et du roi de France, ainsi qu'à de graves divisions internes.
Au sein de la ville, le chapitre de la cathédrale, composé de membres des grandes familles aristocratiques de la région, dispute à l'archevêque l'exercice de ses droits seigneuriaux. De leur côté, les bourgeois prennent de l'importance au sein de la ville, prospère à cette époque, et demandent plus d'autonomie et la constitution d'une commune pour prendre part à l'administration de la ville contre le pouvoir de l'Église de Lyon composé des chanoines et de l'archevêque, eux-mêmes en conflit entre eux pour le partage du pouvoir. Les bourgeois vont chercher de puissants protecteurs à l'extérieur de la ville alors que les chanoines et l'archevêque vont compter sur leur lignage. La puissante famille de Savoie arrive en particulier à faire élire deux des siens archevêques en 1246 et 1308 et possède de nombreux chanoines, ainsi que celle de Villards dont deux membres sont archevêques en 1295 et 1301.
La papauté entre aussi dans le jeu lyonnais. Dans le conflit qui l'oppose à l'empereur, le pape, chassé de Rome par les conflits, trouve à Lyon un lieu de repos, en dehors du pouvoir de l'empereur, sans dépendre d'un autre roi. Les conciles de Lyon I et de Lyon II y seront organisés pour ces raisons en 1245 et 1273. Le pape réside même à Lyon entre 1244 et 1251 puis entre 1305 et 1309. L'indépendance de la cité par rapport aux différents pouvoirs temporels est essentiel pour la papauté qui tente d'y apaiser les tensions et influe sur la nomination de l'archevêque.
L'influence des rois de France se fait peu à peu de plus en plus forte dans la région. Les comtes de Forez, grands rivaux des archevêques de Lyon, prêtent hommage aux rois depuis 1137. Saint Louis installe en 1259 un bailli à Mâcon, à seulement soixante kilomètres au nord de Lyon et qui ne manquera pas d'intervenir pour le roi dans les problèmes lyonnais. La croisade des Albigeois permet également au roi de France de s'imposer dans le sud : le comté de Toulouse passe à Alphonse, frère de saint Louis puis au roi Philippe III. En 1246, le comté de Provence passe également en possession des capétiens en la personne de Charles d'Anjou, frère de saint Louis. L'influence capétienne est donc de plus en plus forte sur l'ancien royaume de Bourgogne et la vallée du Rhône devient pour eux un enjeu important. Une autre influence se crée par un biais religieux : les quatre diocèses suffragants de l'archevêché lyonnais, Mâcon, Langres, Chalon et Autun, sont tous situés dans le royaume de France, ainsi que la partie forézienne du diocèse de Lyon.
Ainsi, Philippe le Bel fait savoir par l'intermédiaire de ses délégués que « l'Église de Lyon avait obéi, de tous temps, aux Rois de France et qu'elle n'avait jamais eu d'autre souverain légitime. Tout cela était prouvé par l'histoire des temps passés, par les monnaies qui avaient été frappées par les archevêques et par les hommages féodaux des archevêques prédécesseurs de Louis de Villars ».

## Le rattachement progressif de Lyon à la France[8]
Dans leur lutte avec l'archevêque de Lyon, les bourgeois font appel en 1269 à saint Louis, qui arbitre avec le pape leur litige avec le chapitre de Saint-Jean sans que cela résolve le conflit. Les bourgeois font ensuite appel à Philippe III qui prend la ville sous sa garde en 1271 et y installe des officiers royaux pour veiller sur ses droits. Philippe III force ensuite l'archevêque Pierre de Tarentaise à lui prêter hommage pour le temporel de l'Église de Lyon. Celui-ci proteste mais s'exécute en 1272 en réaffirmant toutefois que Lyon ne fait pas partie du royaume, et Philippe III lui rend la garde de la ville. Les bourgeois se tournent alors vers le comte de Savoie qui prend la ville sous sa garde en 1286 et jusqu'en 1289. Possessionné sur la rive gauche du Rhône, il a probablement également l'intention d'intégrer Lyon dans ses États mais un conflit avec l'empereur et le Dauphiné le détourne de ce projet. En 1292, l'influence française revient et c'est Philippe le Bel qui prend la garde de la ville à la demande des bourgeois lyonnais et y impose un représentant du roi, le gardiateur, pour garder les droits du roi et des bourgeois à Lyon.

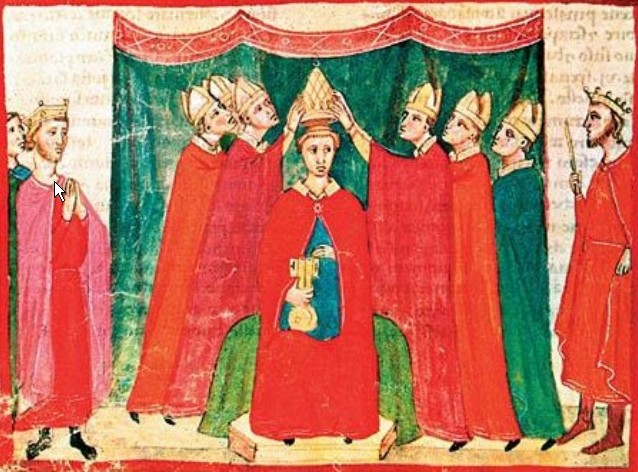
Le couronnement de Clément V dans la basilique Saint-Just, à Lyon.

Le 14 novembre 1305, Bertrand de Got, archevêque de Bordeaux, se fait couronner pape sous le nom de Clément V dans la basilique Saint-Just, à Lyon. Les textes de l'époque montrent presque tous un pape très complaisant envers la monarchie française, accusant le pape d'être la marionnette de Philippe le Bel. De fait, le roi de France est présent à l'intronisation de Clément V ; il y amène également une cour nombreuse, pour montrer l'étroitesse de sa relation vis-à-vis à la fois de la papauté et de Lyon. Le pape, fuyant Rome et ses complots, avait choisi Vienne  pour son couronnement, mais Philippe impose la ville de Lyon, et plus précisément le faubourg de Saint-Just, afin de ne pas être dans la ville même.
En 1307, Philippe le Bel arrive à imposer à l'archevêque de Lyon Louis de Villars un nouvel accord : dans les Philippines, il se réserve le droit d'appel en justice et la faculté d'établir des officiers de justice à Lyon. Certains historiens ont pu noter la parenté entre la Bulle d'or de Barberousse, d'une part, et les Philippines, d'autre part. Mais ils notent également que, si les principes affirmés dans ces deux documents sont globalement les mêmes, les objectifs qui président à leur rédaction sont en revanche complètement différents. Cela se ressent dans l'ingérence dont fait preuve Philippe le Bel : le roi devient en particulier l'instance d'appel ultime, se plaçant par là-même au-dessus de l'Église ; d'autre part, son représentant, le gardiateur, habite à demeure dans la ville.
Il fait également pression sur le pape Clément V qui n'interviendra plus dans les affaires lyonnaises. Un dernier sursaut survient avec l'arrivée de Pierre de Savoie comme archevêque de Lyon en 1308. En 1310, alors que ce dernier est à Paris, il reçoit la visite de Guillaume de Nogaret, qui exige de lui qu'il prête hommage au roi de France et qu'il jure la convention selon laquelle Lyon était rattachée au Royaume. Celui-ci tergiverse en demandant de pouvoir consulter le chapitre. Ce refus de répondre étant considéré par Nogaret et Philippe le Bel comme une fin de non-recevoir, le roi arme des troupes contre Lyon.

### L'intervention militaire royale
Pierre de Savoie arrive à unir à son projet la population lyonnaise, qui n'a rien gagné aux précédents traités et compte sur la guerre en Flandres qui occupe Philippe le Bel et sur l'appui de son oncle le comte Amédée V de Savoie pour regagner son indépendance. Le pape Clément V essaye d'entamer des négociations entre les partis pour éviter le conflit, mais Philippe le Bel envoie son fils Louis le Hutin (futur Louis X) avec une armée pour mater la révolte. Prudemment, Amédée V n'intervient pas et après un siège de trois mois, l'archevêque doit capituler et se retrouve en résidence surveillée dans son château.
Il semble par ailleurs qu'à ce moment-là, le puissant voisin de toujours, le comte du Forez Jean 1er participe activement aux tractations entre les bourgeois et l'archevêque de Lyon pour trouver une issue au conflit.

### Le traité de Vienne
En marge du concile de Vienne, les délégués du roi et de l'archevêque négocient la situation lyonnaise et en 1312, l'archevêque signe le traité de Vienne par lequel il remet au roi de France la juridiction temporelle sur le comté de Lyon. Lyon est ainsi officiellement rattaché au royaume de France.
À la suite de ce traité, le 22 avril 1312, par des lettres rédigées à Saint-Just, la transaction passée naguère entre l'archevêque (à l'époque Louis de Villars) et le chapitre d'une part, et le roi de l'autre, est annulée par ce dernier. Par cette transaction, Philippe le Bel cédait à l'Église une baronnie limitée avec le ressort, et s'interdisait l'acquisition de tout domaine et la construction de toute forteresse dans le Lyonnais. Le prétexte invoqué par le souverain est que cette ancienne transaction était « contraire à la justice, aux droits de la couronne, des citoyens de Lyon, des abbés d'Ainay, de Savigny et de l'Île-Barbe ».
Restent les compensations financières dues par le roi à l'archevêque de Lyon, notamment pour les ravages commis par ses troupes lors du siège de Lyon. Celles-ci font l'objet de deux mémoires rédigés, l'un par des clercs lyonnais entre l'ouverture du concile de Vienne (16 octobre 1311) et le traité du 10 avril 1312, nommé « Grauamina », l'autre par le procureur du bailli de Mâcon, entre ce traité et la fin de l'année 1312, et nommé « Avisamenta ». Le premier cherche à démontrer que les déprédations royales ont été colossales (elles sont estimées à 150 000 livres tournois) ; le second les minimise au contraire, les estimant à 10 000 livres tournois seulement. De cette somme, le trésor royal ne donnera en fait que 2 000 livres tournois, auxquelles le roi ajoutera, par « munificence royale » (« de sua regalis munificentia ») 500 autres livres. Ces compensations sont versées à l'archevêque le 27 décembre 1312.
L'analyse des différents documents échangés à cette époque montre que le rapport de force est tellement disproportionné en faveur de Philippe le Bel qu'il n'y a en réalité des négociations que pour la forme. Le cynisme « technocratique » du texte des « Avisamenta » s'illustre dans la méthode choisie. Le rédacteur du texte ne se fonde pas, ainsi que le font les plaignants, sur les dégâts subis par les Lyonnais ; il fonde son raisonnement sur une estimation du revenu annuel des juridictions de l'archevêque, en déduisant arbitrairement un montant de compensation. Cette méthode est justifiée ainsi par le rédacteur : le roi étant le chef naturel de l'Église de Lyon, et non un étranger, il est de l'intérêt normal de cette dernière d'être sous la tutelle royale, et non sous la sienne propre. Les « avantages » que permet la soumission au roi de France compensent largement les dégâts subis, et doivent entrer en ligne de compte dans le décompte des compensations.
Les hommes du roi vont plus loin encore dans le raisonnement : les atouts que procure l'intégration dans le Royaume de France sont tels qu'« il est au vrai plus avantageux pour ladite Église de transférer les choses susdites au seigneur roi, même en échange de rien et à plus forte raison en échange de quelque chose, même modique, que de les garder comme c’était le cas auparavant ». Enfin, ils ponctuent leur argumentation d'un ultime argument, théologique celui-là, ayant trait à l'universalité de l'Église (contre son particularisme) et au scandale que constituerait une Église locale séparée, scandale assimilé au péché. Ce raisonnement montre, selon Julien Théry, une « pontificalisation » de la monarchie capétienne : le roi tend à l'universalité et la réclame de droit divin.

## Dans le royaume de France

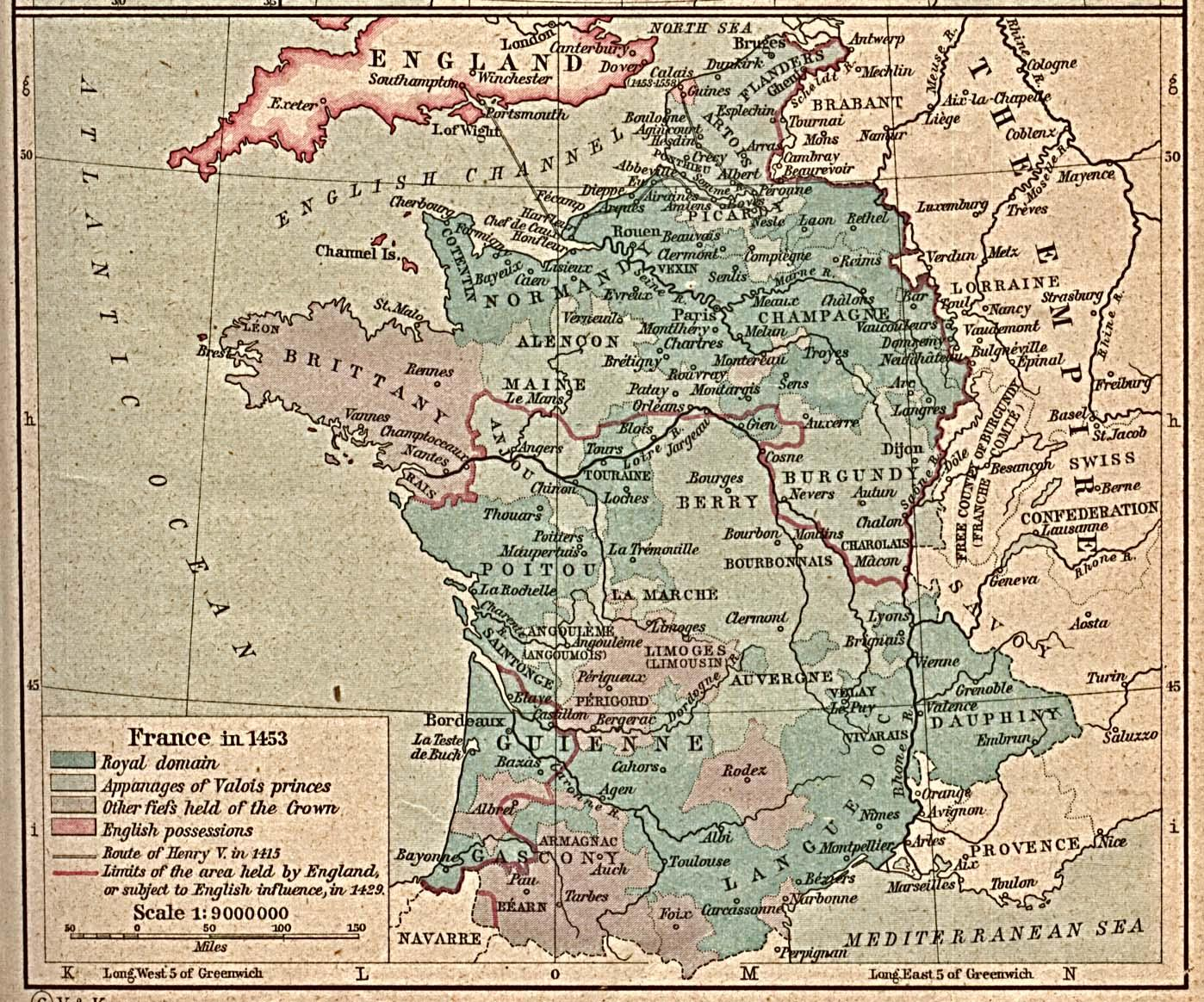
La France en 1400, après le rattachement de Lyon au Royaume.

Le rattachement de Lyon à la France provoque une protestation de l'empereur Henri VII qui vient d'être élu. Celui-ci est alors occupé en Italie, où il meurt l'année suivante, mais il riposte toutefois en établissant des péages sur le Rhône. Du point de vue de Philippe le Bel, l'annexion de Lyon représentait une forme de compensation à son dépit de ne pas avoir vu son frère Charles de Valois être élu roi des Romains, Henri VII s'étant interposé et ayant reçu cette dignité le 15 novembre 1308.
Pour mieux prouver sa victoire et prouver l'entrée de Lyon dans le Royaume, Philippe le Bel convoque les États généraux le 10 février 1312 à Lyon. On ne sait ce qui s'y est dit, même s'il est très probable que le sort des Templiers y ait été évoqué, mais il est avéré qu'à cette date le roi n'est pas encore arrivé dans la ville qu'il a récemment annexée.
Sûr de son pouvoir, le roi peut même rendre en 1320 une partie de son pouvoir à l'archevêque, qu'il force toutefois à enfin accorder, par la promulgation de la charte Sapaudine, une autonomie politique aux bourgeois lyonnais qui avaient soutenu le monarque. L'acceptation de cette annexion va durer tout au long du XIVe siècle. En 1365, le roi Charles V impose son cousin Charles d'Alençon comme archevêque de Lyon. Mais celui-ci, dénonçant les prétentions des officiers royaux, excommunie le bailli. Pire aux yeux du pouvoir royal, il s'octroie en 1368 le droit, comme avant 1312, de battre monnaie, privilège royal entre tous. Le temporel de l'archevêque est alors saisi par le roi en 1375. C'est le dernier moment de tension et de conflit entre le pouvoir royal et celui de l'archevêque.
Alors que Lyon était soumis à l'autorité du bailli de Mâcon depuis que les rois avaient pris en charge la protection des Lyonnais, juste après le rattachement au royaume, Philippe le Bel crée en 1313 la sénéchaussée de Lyon à partir du comté de Lyon et de terres du bailliage de Mâcon et de la sénéchaussée de Beaucaire. Le sénéchal représente le roi et est chargé de rendre la justice et d'administrer le domaine royal. Il est assisté de plusieurs officiers royaux : juges, trésorier… À l'origine, la sénéchaussée de Lyon est unie au bailliage de Mâcon, le bailli de Mâcon devenant sénéchal de Lyon. Ces deux charges sont séparées en 1417 lorsque Charles VI laisse le bailliage de Mâcon au duc de Bourgogne. Pour ménager l'archevêque et respecter ses droits sur la ville, la sénéchaussée est installée en dehors de la ville, d'abord à l'île Barbe puis à Saint-Just avant de s'installer définitivement au palais de Roanne, à l'emplacement de l'actuel palais de justice en 1435. Des officiers royaux étaient cependant installés à cet endroit depuis 1376. Le pouvoir royal est alors au cœur de la cité.

## Célébration
Du 27 au 29 septembre 2012, un colloque Lyon, de l'Empire au royaume a été organisé par Xavier Hélary, Alexis Charansonnet et Jean-Louis Gaulin au musée Gadagne pour célébrer le septième centenaire du traité de Vienne.